# Krönung böhmischer Könige

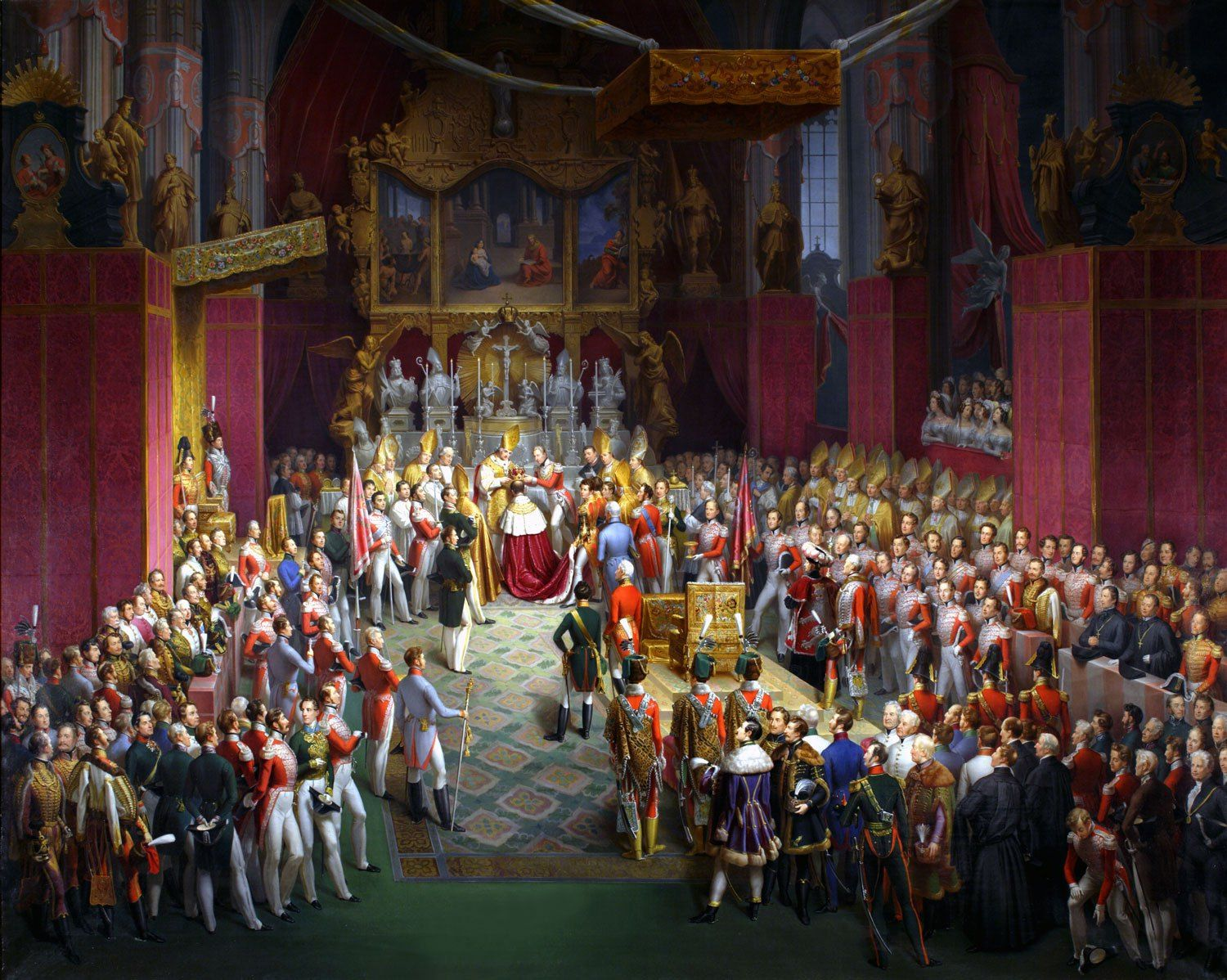
Die Krönung Ferdinands I. zum böhmischen König im Veitsdom 1836

Die Krönung der böhmischen Könige war eine staatlich-religiöse Zeremonie, bei der der neue böhmische König in einer feierlichen Krönungsmesse vom Prager Erzbischof gekrönt wurde. In einer feierlichen Prozession, begleitet von Kanonenschüssen, Glockengeläut und Musik und unter der Huldigung der Bevölkerung zog der neue König aus der Prager Altstadt über den sogenannten Königsweg in den Veitsdom (Katedrála svatého Víta) auf die Prager Burg. Während der feierlichen Messe im Veitsdom wurde der König vom Prager Erzbischof mit dem Heiligen Öl gesalbt und empfing die Wenzelskrone (Svatováclavská koruna) und die anderen Krönungsinsignien. Gemeinsam mit dem König wurde dessen Ehefrau zur Königin gekrönt. Wenn der König erst nach seiner Krönung heiratete, wurde die Königin in einer eigenen Zeremonie gekrönt.
Die Krönung war die symbolische Bestätigung des neuen Königs und seiner Verbundenheit mit dem Land. Die feierliche Messe drückte aus, dass er dieses Amt von Gott verliehen bekam und vor Gott verantworten sollte. Der Ablauf der Krönungszeremonie wurde vom böhmischen König und Kaiser Karl IV. in der Krönungsordnung festgelegt.

## Geschichte und Bedeutung der Krönung

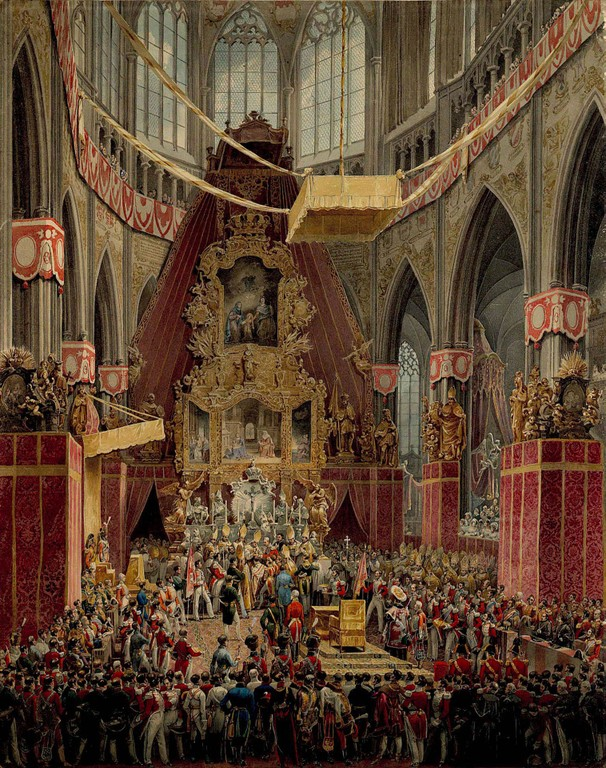
Veitsdom bei der Krönung Ferdinands I. 1836, Gemälde von Eduard Gurk

Der erste gekrönte böhmische Herrscher war Vratislav II. Für seine militärische Unterstützung verlieh ihm im Jahre 1085 Kaiser Heinrich IV. die Königswürde. Gekrönt wurde er vom Kaiser auf dem Reichstag in Mainz. Am 15. Juni 1086 wurden er und seine Ehefrau Svatava noch einmal im Veitsdom vom Trierer Erzbischof Egilbert feierlich gekrönt. Dieser Titel wurde nur ihm persönlich „ad personam“ verliehen. Er war nicht erblich und für Böhmen als Land ohne Bedeutung. Als Zweiter bekam Vladislav II. den Königstitel vom Kaiser Friedrich. I. Barbarossa im Jahr 1158 für seine Beteiligung an den Feldzügen gegen die norditalienischen Städte verliehen, ebenfalls „ad personam“. Er wurde vom Kaiser auf dem Reichstag 1156 in Regensburg und dann noch einmal im selben Jahr im eroberten Mailand gekrönt.
Das Königreich Böhmen wurde erst im Jahr 1198 durch Ottokar I. Přemysl (Přemysl Otakar I.) begründet. Er erhielt die Königskrone erblich vom König Philipp von Schwaben als Belohnung für seine Gefolgschaft. Ottokar hatte sich nämlich im Streit zwischen den Staufern und den Welfen um den Kaisertitel auf die Seite der später siegreichen Staufer gestellt. Im Jahre 1204 bestätigte Papst Innozenz III. den Königstitel. 1212 wurde das böhmische Königtum durch die Sizilische Goldene Bulle (Zlatá bula sicilská) bestätigt, die auch das Verhältnis der Böhmischen Krone zum Heiligen Römischen Reich regelte.

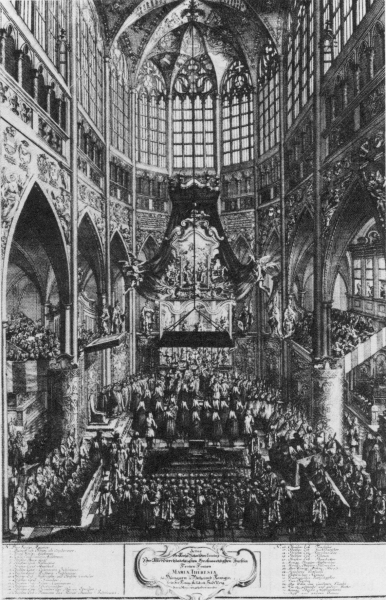
Krönung von Maria Theresia im Veitsdom 1743

Das Recht, den König und die Königin von Böhmen zu krönen, hatte der Mainzer Erzbischof,  dem die Prager Diözese kirchenrechtlich bis 1344 zugeordnet war, wobei er zugleich der Konsekrator war. Seit der Erhebung der Prager Diözese zum Erzbistum unter Karl IV. im Jahr 1344, wurde dieses Recht an den Prager Erzbischof übertragen. Erster Erzbischof war Ernst von Pardubitz.
Die Krönung des böhmischen Königs hatte im Mittelalter eine hohe Bedeutung. Ottokar II. Přemysl (Přemysl Otakar II.) und Wenzel II. (Václav II.) benutzten den Titel König erst nach ihrer Krönung, vorher nannten sie sich Erben und Herrscher des Königreichs Böhmen. Die Krönungsordnung Karls IV. spricht von der Person des neuen Souveräns als Fürsten, der nach der Krönung König wird. Schon deshalb wurden die Könige in der Regel bald nach der Übernahme der Regentschaft gekrönt.
Mit der Verneuerten Landesordnung vom 1627 fiel die Krone Böhmen erblich an die Habsburger, was die Notwendigkeit einer baldigen Krönung minderte. Trotzdem blieb der Akt der Krönung wichtig. Es drückte aus, dass der neue Herrscher sein Amt nicht nur aufgrund der Erbfolge bekam, sondern auch durch die Stände und das Volk seine Legitimation erhielt. Die Krönung sollte auch die Integrität und staatliche Souveränität der Länder der Krone Böhmen bestätigen. Die Krönungszeremonie wurde lange vorher vorbereitet. Die Häuser, Paläste und Kirchen entlang des Königswegs, der Route, die die feierliche Prozession durch Prag nahm, wurden reich geschmückt.
Der letzte Monarch, der als böhmischer König gekrönt wurde, war der österreichische Kaiser Ferdinand I. (gekrönt 1836 als böhmischer König Ferdinand V.) mit seiner Frau, Königin Maria Anna.
Obwohl in Böhmen die Krönung keine notwendige Voraussetzung für die Ausübung der Königsherrschaft war (wie z. B. im benachbarten Ungarn), ließen sich alle böhmischen Könige außer den folgenden sieben krönen:
- Wenzel III. (Václav III.), regierte von 1305 bis 1306, wurde ermordet
- Rudolf I. (Rudolf I.) regierte von 1306 bis 1307, wurde abgesetzt
- Heinrich (Jindřich) regierte von 1307 bis 1310, wurde abgesetzt
- Joseph I. (Josef I.), regierte von 1705 bis 1711, starb vor der Krönung
- Joseph II. (Josef II.), regierte von 1780 bis 1790, wurde auch in Ungarn nicht gekrönt
- Franz Joseph I. (František Josef I.) regierte von 1848 bis 1916, wollte nicht gekrönt werden
- Karl III. (Karel III.) regierte von 1916 bis 1918, wurde abgesetzt

Der Gegenkönig Karl VII. (Karel VII. Bavorský) wurde während des Österreichischen Erbfolgekriegs (1740 bis 1744) im Dezember 1741 vom Prager Erzbischof Johann Moritz Gustav von Manderscheid-Blankenheim zum König ausgerufen, während sich die Krönungsinsignien in der Hand der legitimen Königin Maria Theresia befanden. Im Gegensatz dazu hat Ferdinand IV., der noch während der Herrschaft seines Vaters gekrönt wurde, nie regiert. Er starb, bevor er den Thron bestieg.
Erzherzogin Maria Theresia war die einzige weibliche Monarchin, die zur böhmischen Königin gekrönt wurde.

## Krönungsinsignien

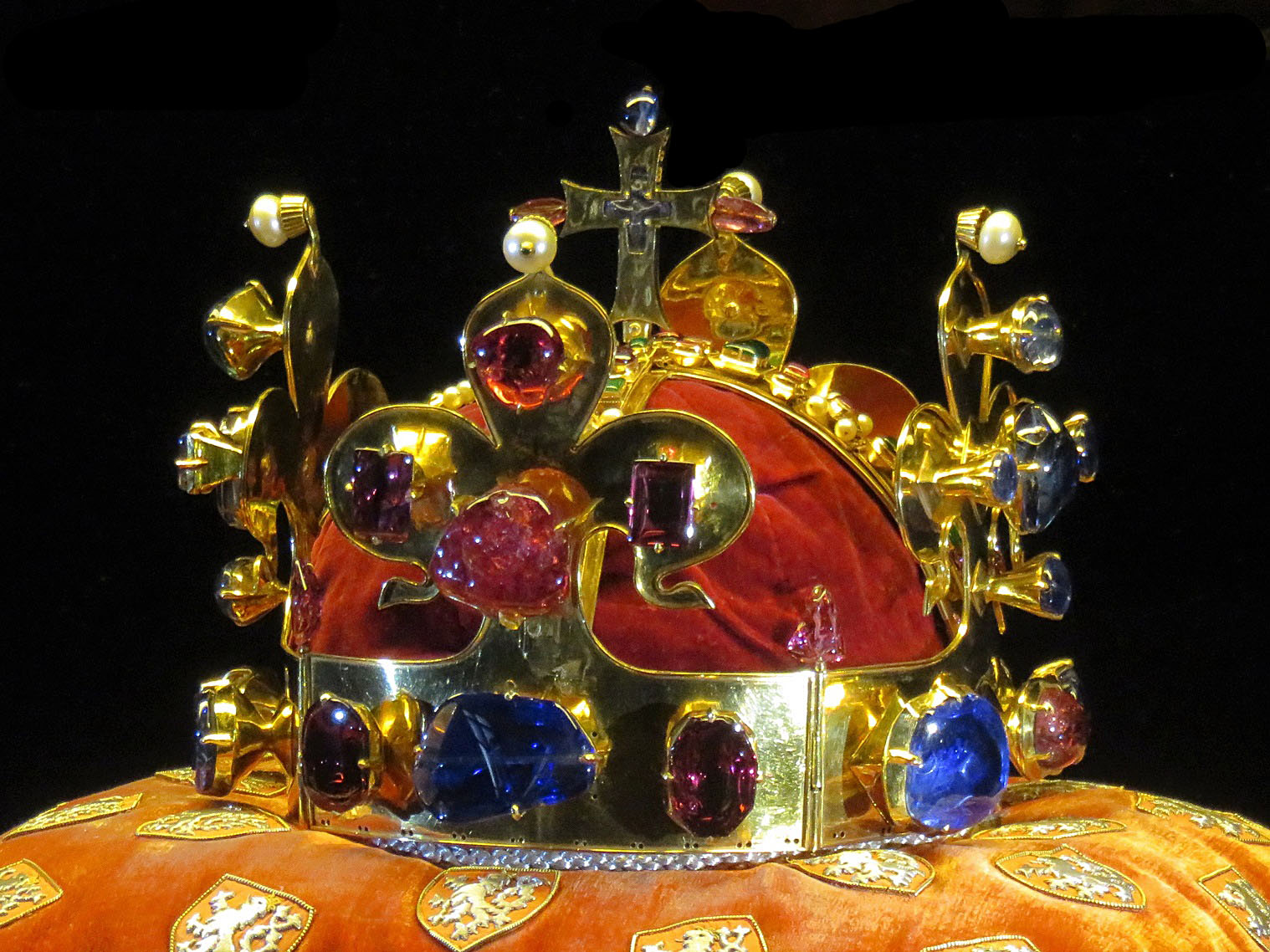
Wenzelskrone, mit der seit Karl IV. die böhmischen Könige gekrönt wurden.

Der bedeutendste und älteste Bestandteil der Krönungsinsignien ist die Wenzelskrone. Sie wurde den Königen nur am Tage der Krönung aus dem Domschatz geliehen und sollte noch am Abend desselben Tages zurückgebracht werde. Seit der Krönung von Karl IV. im Jahr 1347 wurden die Könige mit der Wenzelskrone gekrönt. Vorher wurden die Könige mit unterschiedlichen Kronen gekrönt, die sich nicht erhalten haben.
Weitere Bestandteile der Kronjuwelen sind der königliche Apfel und das königliche Zepter, die sich heute in der Wiener Schatzkammer befinden. Sie wurden während der Renaissance gefertigt, der Apfel im Jahr 1527 und der Zepter im Jahr 1533. Der jüngste Bestandteil ist der Königsmantel aus Hermelin. Er wurde für die Krönung von Ferdinand II. im Jahr 1617 gefertigt, und seitdem für alle Krönungszeremonien verwendet. Im Prager Domschatz befinden sich noch weitere Gegenstände, die für Krönungszeremonien verwendet wurden. Darunter sind der Krönungsring und das Schwert des heiligen Wenzel, das älteste Teil der Kronjuwelen. Das wertvollste Teil ist das goldene Reliquienkreuz, ein Schrein für die wertvollsten Reliquien des böhmischen Königreiches.

## Krönung der Königin
Nach der ursprünglichen Krönungsordnung sollte die Ehefrau des Königs gemeinsam mit ihrem Mann gekrönt werden. Nach den Hussitenkriegen wurde das nicht mehr eingehalten und die Krönung der Ehefrau wurde erst einige Tage später vollzogen. Wenn die Mutter des neuen Königs, also die Ehefrau des Vorgängers, noch nicht zur Königin gekrönt wurde, wurde sie einige Tage vor ihrem Sohn gekrönt. Das Recht, die Königin zu krönen, hatten (zusammen mit dem Erzbischof von Prag und dem Prager Burggrafen) seit der frühen Neuzeit die Äbtissinnen des St.-Georg-Klosters auf der Prager Burg. Nach der Aufhebung des Klosters im Jahr 1782 wurde das Recht an die Äbtissinnen des benachbarten Damenstifts übertragen. Dieses Amt hatte immer eine Erzherzogin von Österreich inne.

## Liste der gekrönten Könige und Königinnen
| Status  | Herrscher                                                                                   | Datum                             | Ort                | Konsekrator |
| ------- | ------------------------------------------------------------------------------------------- | --------------------------------- | ------------------ | --- |
| König   | Vratislav I.                                                                                | 20. April 1085 15. Juni 1086      | Mainz Prag         | Kaiser Heinrich IV. Egilbert von Ortenburg Erzbischof von Trier                                                                                    |
| Königin | Swatawa von Polen Ehefrau von Vratislav. I.                                                 | 15. Juni 1086                     | Prag               | Egilbert von Ortenburg Erzbischof von Trier |
| König   | Vladislav I.                                                                                | 11. Januar 1158 8. September 1158 | Regensburg Mailand | Kaiser Friedrich. I. Barbarossa |
| König   | Ottokar I. Přemysl                                                                          | 8. September 1198 24. August 1203 | Boppard Merseburg  | König Philipp von Schwaben Guidem aus Praeneste päpstlicher Legat                                                                                  |
| König   | Wenzel I.                                                                                   | 6. Februar 1228                   | Veitsdom, Prag     | Siegfried II. von Eppstein Erzbischof von Mainz |
| Königin | Kunigunde von Staufen Ehefrau von Wenzel I.                                                 | 6. Februar 1228                   | Veitsdom, Prag     | Siegfried II. von Eppstein Erzbischof von Mainz |
| König   | Ottokar II. Přemysl                                                                         | 25. Dezember 1261                 | Veitsdom, Prag     | Werner von Eppstein Erzbischof von Mainz |
| Königin | Kunigunde von Halitsch Ehefrau von Přemysl Otakar II.                                       | 25. Dezember 1261                 | Veitsdom, Prag     | Werner von Eppstein Erzbischof von Mainz |
| König   | Wenzel II.                                                                                  | 2. Juni 1297                      | Veitsdom, Prag     | Gerhard II. von Eppstein Erzbischof von Mainz |
| Königin | Guta von Habsburg Ehefrau von Wenzel II.                                                    | 2. Juni 1297                      | Veitsdom, Prag     | Gerhard II. von Eppstein Erzbischof von Mainz |
| Königin | Elisabeth Richza von Polen Ehefrau von Wenzel II.                                           | 26. Mai 1303                      | Veitsdom, Prag     | Heinrich von Würben Bischof von Breslau |
| König   | Johann von Luxemburg                                                                        | 7. Februar 1311                   | Veitsdom, Prag     | Peter von Aspelt Erzbischof von Mainz |
| Königin | Eliška Přemyslovna Ehefrau von Johann von Luxemburg                                         | 7. Februar 1311                   | Veitsdom, Prag     | Peter von Aspelt Erzbischof von Mainz |
| Königin | Beatrice de Bourbon Ehefrau von Johann von Luxemburg                                        | 18. Mai 1337                      | Veitsdom, Prag     | Johann IV. von Dražice Bischof von Prag |
| König   | Karl I. Kaiser Karl IV.                                                                     | 2. September 1347                 | Veitsdom, Prag     | Ernst von Pardubitz Erzbischof von Prag |
| Königin | Blanca Margarete von Valois Ehefrau von Karl I.                                             | 2. September 1347                 | Veitsdom, Prag     | Ernst von Pardubitz Erzbischof von Prag |
| Königin | Anna von der Pfalz Ehefrau von Karl I.                                                      | 1. September 1349                 | Veitsdom, Prag     | Ernst von Pardubitz Erzbischof von Prag |
| Königin | Anna von Schweidnitz Ehefrau von Karl I.                                                    | 28. Juli 1353                     | Veitsdom, Prag     | Ernst von Pardubitz Erzbischof von Prag |
| Königin | Elisabeth von Pommern Ehefrau von Karl I.                                                   | 18. Juni 1363                     | Veitsdom, Prag     | Ernst von Pardubitz Erzbischof von Prag |
| König   | Wenzel IV.                                                                                  | 15. Juni 1363                     | Veitsdom, Prag     | Ernst von Pardubitz Erzbischof von Prag |
| Königin | Johanna von Bayern Ehefrau von Wenzel IV.                                                   | 17. November 1370                 | Veitsdom, Prag     | Johann Očko von Wlašim Erzbischof von Prag |
| Königin | Sophie von Bayern Ehefrau von Wenzel IV.                                                    | 13. März 1400                     | Veitsdom, Prag     | Olbram von Škvorec Erzbischof von Prag |
| König   | Sigismund von Luxemburg                                                                     | 28. Juli 1420                     | Veitsdom, Prag     | Konrad von Vechta Erzbischof von Prag |
| Königin | Barbara von Cilli Ehefrau von Sigismund                                                     | 11. Februar 1437                  | Veitsdom, Prag     | Sedisvakanz Philibert de Montjeu Bischof von Coutances                                                                                             |
| König   | Albrecht II.                                                                                | 29. Juni 1438                     | Veitsdom, Prag     | Sedisvakanz Paul von Miličin und Talmberg Bischof von Olmütz                                                                                       |
| König   | Ladislaus Postumus                                                                          | 28. Oktober 1453                  | Veitsdom, Prag     | Sedisvakanz Johannes XIII. Bischof von Olmütz |
| König   | Georg von Podiebrad                                                                         | 7. Mai 1458                       | Veitsdom, Prag     | Sedisvakanz Ágoston Salánki Bischof von Győr Vince Szilassi Bischof von Vác                                                                        |
| Königin | Johanna von Rosental Ehefrau von Georg von Podiebrad                                        | 7. Mai 1458                       | Veitsdom, Prag     | Sedisvakanz Ágoston Salánki Bischof von Győr Vince Szilassi Bischof von Vác                                                                        |
| König   | Vladislav II.                                                                               | 22. August 1471                   | Veitsdom, Prag     | Sedisvakanz Mikuláš Próchnicki Bischof von Kamjanez-Podilskyj                                                                                      |
| König   | Ludwig                                                                                      | 11. März 1509                     | Veitsdom, Prag     | Sedisvakanz Stanislaus Thurzo Bischof von Olmütz                                                                                                   |
| Königin | Maria von Ungarn Ehefrau von Ludwig                                                         | 1. Juni 1522                      | Veitsdom, Prag     | Sedisvakanz Stanislaus Thurzo Bischof von Olmütz                                                                                                   |
| König   | Ferdinand I.                                                                                | 24. Februar 1526                  | Veitsdom, Prag     | Sedisvakanz Stanislaus Thurzo Bischof von Olmütz                                                                                                   |
| Königin | Anna Jagiello Ehefrau von Ferdinand I.                                                      | 24. Februar 1526                  | Veitsdom, Prag     | Sedisvakanz Stanislaus Thurzo Bischof von Olmütz                                                                                                   |
| König   | Maxmilian                                                                                   | 20. November 1562                 | Veitsdom, Prag     | Anton Brus von Müglitz Erzbischof von Prag |
| Königin | Maria von Spanien Ehefrau von Maxmilian                                                     | 20. November 1562                 | Veitsdom, Prag     | Anton Brus von Müglitz Erzbischof von Prag |
| König   | Rudolf II.                                                                                  | 25. September 1575                | Veitsdom, Prag     | Anton Brus von Müglitz Erzbischof von Prag |
| König   | Matthias II.                                                                                | 11. Mai 1611                      | Veitsdom, Prag     | Franz Seraph von Dietrichstein Bischof von Olmütz                                                                                                  |
| Königin | Anna von Österreich-Tirol Ehefrau von Matthias II.                                          | 10. Januar 1616                   | Veitsdom, Prag     | Jan Lohelius Erzbischof von Prag |
| König   | Ferdinand II.                                                                               | 29. Juni 1617                     | Veitsdom, Prag     | Jan Lohelius Erzbischof von Prag |
| König   | Friedrich                                                                                   | 4. November 1619                  | Veitsdom, Prag     | Jiří Dikast Mirkovský Jan Cyril Třebíčský Wilhelm Popel von Lobkowitz Bohuchval Berka von Dubá                                                     |
| Königin | Elisabeth Stuart Ehefrau von Friedrich V.                                                   | 7. November 1619                  | Veitsdom, Prag     | Jiří Dikast Mirkovský |
| Königin | Eleonora Gonzaga Ehefrau von Ferdinand II.                                                  | 21. November 1627                 | Veitsdom, Prag     | Ernst Adalbert von Harrach Erzbischof von Prag, böhmischer Primas                                                                                  |
| König   | Ferdinand III.                                                                              | 24. November 1627                 | Veitsdom, Prag     | Ernst Adalbert von Harrach Erzbischof von Prag, böhmischer Primas                                                                                  |
| König   | Ferdinand IV. gekrönt während der Regierungszeit seines Vaters, trat die Regierung nicht an | 5. August 1646                    | Veitsdom, Prag     | Ernst Adalbert von Harrach Erzbischof von Prag, böhmischer Primas                                                                                  |
| Königin | Eleonora Magdalena Gonzaga Ehefrau von Ferdinand III.                                       | 11. September 1656                | Veitsdom, Prag     | Ernst Adalbert von Harrach Erzbischof von Prag, böhmischer Primas                                                                                  |
| König   | Leopold I.                                                                                  | 14. November 1656                 | Veitsdom, Prag     | Ernst Adalbert von Harrach Erzbischof von Prag, böhmischer Primas                                                                                  |
| König   | Karl II.                                                                                    | 5. September 1723                 | Veitsdom, Prag     | Franz Ferdinand von Kuenburg Erzbischof von Prag, böhmischer Primas                                                                                |
| Königin | Elisabeth Christine von Braunschweig-Wolfenbüttel Ehefrau von Karl II.                      | 8. September 1723                 | Veitsdom, Prag     | Franz Ferdinand von Kuenburg Erzbischof von Prag, böhmischer Primas                                                                                |
| Königin | Maria Theresia                                                                              | 12. Mai 1743                      | Veitsdom, Prag     | Jakob Ernst von Liechtenstein-Kastelkorn Bischof von Olmütz                                                                                        |
| König   | Leopold II.                                                                                 | 6. September 1791                 | Veitsdom, Prag     | Anton Peter Graf Przichowsky von Przichowitz Erzbischof von Prag, böhmischer Primas                                                                |
| Königin | Maria Ludovica von Spanien Ehefrau von Leopold II.                                          | 12. September 1791                | Veitsdom, Prag     | Anton Theodor von Colloredo Erzbischof von Olmütz Maria Anna Josepha Antonia von Österreich Erzherzogin-Äbtissin                                   |
| König   | Franz I.                                                                                    | 9. August 1793                    | Veitsdom, Prag     | Anton Peter Graf Przichowsky von Przichowitz Erzbischof von Prag, böhmischer Primas                                                                |
| Königin | Maria Theresia von Neapel-Sizilien Ehefrau von Franz I.                                     | 11. August 1793                   | Veitsdom, Prag     | Anton Peter Graf Przichowsky von Przichowitz Erzbischof von Prag, böhmischer Primas Maria Anna Josepha Antonia von Österreich Erzherzogin-Äbtissin |
| König   | Ferdinand V.                                                                                | 7. September 1836                 | Veitsdom, Prag     | Andreas Alois Ankwicz von Skarbek-Poslawice Erzbischof von Prag, böhmischer Primas                                                                 |
| Königin | Maria Anna von Savoyen Ehefrau von Ferdinand V.                                             | 12. September 1836                | Veitsdom, Prag     | Andreas Alois Ankwicz von Skarbek-Poslawice Erzbischof von Prag, böhmischer Primas Maria Theresia Isabella Erzherzogin-Äbtissin                    |